# Ctenosciaena peruviana
Ctenosciaena peruviana is een  straalvinnige vissensoort uit de familie van ombervissen (Sciaenidae). De wetenschappelijke naam van de soort is voor het eerst geldig gepubliceerd in 1969 door Chirichigno F..
De soort staat op de Rode Lijst van de IUCN als Onzeker, beoordelingsjaar 2007.